# Авдентов, Александр Васильевич
Алекса́ндр Васи́льевич Авде́нтов (20 июня 1891, Томск — 1 ноября 1937, Иваново) — деятель обновленчества, один из основателей обновленчества в Сибири, обновленческий архиепископ Ивановский.

## Биография
Родился 20 июня 1891 года в Томске в семье священника. В 1909 году окончил Томское духовное училище с правом поступления в первый класс семинарии без экзамена, после чего поступил в Томскую духовную семинарию.
Летом 1914 года служил псаломщиком Троицкой церкви села Ново-Александровского Томского уезда Томской губернии. В 1915 году окончил Томскую духовную семинарию по второму разряду.

### Священник Русской православной церкви
10 мая 1915 года епископом Барнаульским Евфимием (Лапиным) рукоположен в сан диакона, а на следующий день — в сан священника и назначен к Введенской церкви села Усть-Колбинского Мариинского уезда Томской губернии. В 1916 года награждён набедренником.
6 июня 1918 года назначен настоятелем Крестовоздвиженского собора города Нарыма и миссионером 6-го благочиннического округа Томской епархии.
С октября 1918 по апрель 1919 года — священник 46-го стрелкового пехотного полка Колчаковской армии. Одновременно с 1 декабря 1918 года — законоучитель 3-го Томского мужского и 3-го Томского женского высших начальных училищ.
19 декабря 1919 года назначен настоятелем Троицкой церкви села Елыкаевского Кузнецкого уезда Томской губернии.
С марта 1921 года служил клириком и настоятелем Крестовоздвиженской, Петропавловской и Богоявленской церквей Томска.

### Уход в обновленчество
В 1922 года присоединился к инспирированному советской властью обновленческому расколу и вошёл в сибирскую группу «Живой Церкви». В 1937 году в протоколе допроса зафиксированы такие его слова: «Как церковник, лично я и ряд обновленческих епископов [Александр Петрович] Введенский, [Серафим] Андриевский, [Николай] Поспехов выделение обновленчества из православной церкви расценивали явлением крайне отрицательным для религии, но мы на это шли сознательно, имея в виду компенсировать нанесённый ущерб церкви последующей нашей деятельностью по укреплению обеих этих ориентаций путем изживания внутрицерковной борьбы на местах».
2 июня 1922 года назначен заместителем секретаря обновленческого Томского временного церковного управления. 9 июня того же года становится членом Сибирского церковного управления.

### Обновленческий епископ в Сибири
27 октября 1922 года в Томске назначен епископом Ново-Николаевским. 28 октября того же года, будучи в браке, хиротонисан во епископа Ново-Николаевского, став первым епископом занявшим обновленческую Ново-Николаевскую кафедру. Хиротонию совершали Пётр Блинов и Александр Сидоровский. Кафедра располагалась в Александро-Невском соборе Ново-Николаевска. В ноябре 1922 года возведён в сан архиепископа.
Поначалу положение обновленцев в Ново-Николаевске (с 1926 года — Новосибирске) и Ново-Николаевской губернии было очень прочным. В Ново-Николаевске в те годы обновленцам принадлежали практически все храмы: собор Александра Невского, Богородице-Казанская церковь, Пророко-Данииловская церковь, часовня святителя Николая. При храме Покрова Пресвятой Богородицы и Воскресенская (кладбищенская) церкви параллельно существовали две общины: "тихоновцев"и обновленцев. В Ново-Николаевской губернии обновленцам принадлежало также значительное число храмов.
20 декабря 1922 года избран заместителем председателя обновленческого Сибирского областного церковного совета.
В апреле-мае 1923 года принимал участие во «Втором Всероссийском Поместном Соборе» (первом обновленческом).
10 мая 1923 года назначен архиепископом Красноярским и Енисейским, председателем обновленческого Красноярского епархиального совета. Кафедра располагалась в Рождество-Богородицком соборе Красноярска.
18 июля 1923 года становится архиепископом Верхнеудинским и Прибайкальским, председателем обновленческого Верхнеудинского епархиального совета. Кафедра располагалась в Одигитриевском соборе Верхнеудинска.
3 октября 1923 года назначен архиепископом Тюменским и Ялуторовским. Назначение отменено.
4 октября 1923 года назначен архиепископом Каменским, председателем обновленческого Каменского епархиального совета. Кафедра располагалась в Богоявленском соборе города Камень-на-Оби.
Осенью 1923 года в обзоре ОГПУ положение обновленцев в Ново-Николаевской губернии расценивалось как нетвёрдое: «Происшедшая в Сибирском областном церковном совете (СОЦС) склока между митрополитом Петром [Блиновым] и архиепископами Александром Введенским и Александром Авдентовым, а также и откомандирование их, ослабило СОЦС. Канцелярия за отсутствием средств раскассирована…»
В мае 1924 года принял участие во втором обновленческом Сибирском областном церковном съезде. В июне 1924 года участвовал в Всероссийском предсоборном совещании.
28 ноября 1924 года назначен архиепископом Бийским, председателем Бийского обновленческого епархиального совета и временно управляющим Ойратской обновленческой епархией. Кафедра располагалась в Троицком соборе города Бийска.
23 июня 1925 года назначен архиепископом Красноярским и Енисейским, председателем Красноярского епархиального управления. Кафедра располагалась в Рождество-Богородицком соборе Красноярска. В рамках подготовки к обновленческому поместному собору предложил епископам Патриаршей церковь примириться и совместно участвовать в Соборе, для чего предлагалось образовать общую комиссию. Однако епископы Амфилохий (Скворцов) и Димитрий (Вологодский) прислали резко отрицательные письма, где заявляли, что «наше соединение с вами возможно только тогда, когда вы отречетесь от своих заблуждений и принесёте всенародное покаяние».
В октябре 1925 года участвовал в «Третьем всероссийском поместном соборе» (втором обновленческом).
В октябре 1926 года участвовал в третьем Сибирском областном церковном съезде.
27 апреля 1927 года назначен архиепископом Барабинским, викарием Новосибирской епархии и настоятелем Пророко-Данииловской церкви Новосибирска.
В 1927 году был арестован, но вскоре освобождён.
18 ноября 1927 года назначен архиепископом Читинским и Забайкальским, председателем обновленческого Читинского епархиального управления. Кафедра располагалась в Александро-Невском соборе Читы.
12 сентября 1928 года избран членом обновленческого Дальневосточного краевого митрополитанского церковного управления. 4 октября 1928 года награждён правом ношения креста на клобуке. 5 октября 1928 года утверждён членом Дальневосточного краевого митрополитанского церковного управления. В 1929 года избран заместителем председателя Дальневосточного краевого митрополитанского церковного управления. С 1930 года кафедра располагалась в Скорбященской кладбищенской церкви Читы. С 1934 года — настоятель Николаевского собора города Тары Омской епархии.
В августе 1934 года назначен архиепископом Красноярским и Енисейским, председателем Красноярского епархиального управления. Кафедра располагалась во Всехсвятской кладбищенской церкви города Красноярска.

### Последние годы, арест и расстрел
В январе 1935 года назначен архиепископом Моршанским, председателем обновленческого Моршанского епархиального управления. Кафедра располагалась в Троицком соборе Моршанска.
В декабре 1935 года назначен архиепископом Владимирским и Ковро]ским. Кафедра располагалась в Троицкой церкви города Владимира.
22 апреля 1936 года назначен архиепископом Ивановским, управляющим обновленческой Ивановской митрополией. Кафедра располагалась в Преображенской церкви города Иваново.
В 1937 году в ходе начавшегося большого террора в Ивановской области была «выявлена контрреволюционная группа» обновленческих епископов (всего 17 человек), которую возглавлял обновленческий архиепископ Ивановской митрополии Александр Авдентов, причём в деле его фамилия ошибочно писалась как Адвентов. 14 июня 1937 года в заведённом на него уголовном деле значилось:

Деятельность группы выражается в подготовке обновленческого духовенства и верующих к предстоящим выборам в советы по новой Конституции, которую участники группы имеют в виду использовать в контрреволюционных целях, в частности предполагают выдвинуть «своих» кандидатов в низовой советский аппарат для защиты интересов религии и церкви.
На группе обсуждался вопрос о необходимости укрепления приходских советов «надежными» кадрами с тем, чтобы они («приходские советы») в предстоящих выборах могли оказать «нужное» влияние на верующих в интересах церкви.
Кроме этого Адвентов ведет пораженческую и фашистскую агитацию, в феврале месяце с.г. в своей квартире в кругу духовенства выступал за победу фашизма в Испании и интервенцию против СССР.

27 июня 1937 года был арестован. 26 октября 1937 года постановлением Тройки УНКВД СССР по Ивановской области приговорён к высшей мере наказания. Расстрелян 1 ноября 1937 года в городе Иваново.